# Харитонашвили, Георгий Васильевич
Георгий Васильевич Харитонашвили (1909, село Ахмета, Тионетский уезд, Тифлисская губерния, Российская империя — неизвестно, Ахмета, Ахметский район, Грузинская ССР) — бригадир Ахметского виноградарского совхоза Азметского района, Грузинская ССР. Герой Социалистического Труда (1966).

## Биография
Родился в 1909 году в крестьянской семье в селе Ахмета Тианетского уезда. С середины 1940-х годов — бригадир Ахметского виноградарского совхоза.
Бригада под его руководством ежегодно показывала высокие трудовые результаты в виноградарстве. Досрочно выполнила принятые социалистические обязательства и плановые задания Семилетки (1959—1965) при выращивании винограда сорта «Мцване». Указом Президиума Верховного Совета СССР от 2 апреля 1966 года удостоен звания Героя Социалистического Труда за «достигнутые успехи в развитии сельского хозяйства, промышленности и науки Грузинской ССР» с вручением ордена Ленина и золотой медали «Серп и Молот» (№ 10887).
После выхода на пенсию проживал в Ахмете (с 1959 года — посёлок городского типа, с 1966 года — город). С 1969 года — персональный пенсионер союзного значения. Дата смерти не установлена.
Награды
- Герой Социалистического Труда
- Орден Ленина
- Орден «Знак Почёта» (08.04.1971)
- Орден Трудового Красного Знамени (12.12.1973)